# الإمامة في المذهب الإسماعيلي

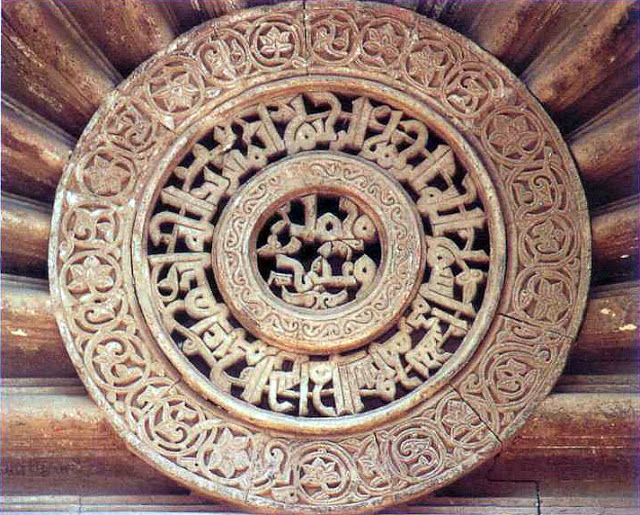
الآية القرآنية 33:33 مكتوبة في ميدالية فاطمية مكبرة طهر أهل البيت ودعوتهم.

تختلف عقيدة الإمامة الإسماعيلية عن نظيرتها الإثني عشرية، فتستمر سلسلة الأئمة الظاهرين عند الإسماعيلية بينما غاب آخر أئمة الإثني عشرية منذ قرون. وقد اتخذ الإسماعيليون من إسماعيل بن جعفر، الأخ الأكبر لموسى الكاظم، إماماً شرعياً بعد والده جعفر الصادق. ويرى الإسماعيليون أن إسماعيل، سواء توفي في حياة أبيه أم بعده، قد انتقلت منه الإمامة إلى ابنه محمد بن إسماعيل.

## الأئمة السبعة

### القرامطة – إمامة الأئمة السبعة
يذهب المتقدمون من الإسماعيلية، مثل السبعية، والقرامطة المنشقين عنهم، إلى أن الله سبحانه وتعالى حدد سبعة أئمة. وتعتقد هذه الطوائف أن محمد بن إسماعيل، مؤسس المذهب الإسماعيلي، هو المهدي المنتظر، وأنه في حال غيبة مستمرة.
يعتقد القرامطة أن محمد بن إسماعيل هو المهدي القائم وخاتم الرسل والأنبياء العظام. ويرون أنه سيأتي عند ظهوره بشريعة جديدة تنسخ شريعة النبي محمد صلى الله عليه وسلم. وقد أقر القرامطة بسبعة من أولي العزم من الرسل، وهم: نوح وإبراهيم وموسى وعيسى ومحمد بن عبد الله وعلي بن أبي طالب، وختامهم محمد بن إسماعيل. 
| إمام | شخصية                                          | فترة      |
| 1    | علي بن أبي طالب إمام ونبي رسول                 | (632–661) |
| 2    | الحسن بن علي                                   | (661–669) |
| 3    | حسين بن علي                                    | (669–680) |
| 4    | علي بن الحسين زين العابدين                     | (680–713) |
| 5    | محمد الباقر                                    | (713–733) |
| 6    | جعفر الصادق                                    | (733–765) |
| 7    | محمد بن إسماعيل الإمام القائم المهدي ونبي رسول | (775–813) |

### المعتقدات المبكرة
حسب الإسماعيليين الأوائل، فإن الله أرسل سبعة أنبياء عظماء، عرفوا بالناطقين، من أجل نشر الإسلام وتحسينه، لكل منهم صاحب وهو الإمام الصامت. بعد ستة أئمة صامتين، أرسل إمام ناطق لإنعاش الإسلام. بعد آدم وابنه شيث، وبعد سلسلة ستة حلقات من أزواج الأئمة الناطقين والصامتين: نوح وسام، إبراهيم وإسماعيل، موسى وهارون أو يوشع، عيسى وشمعون، محمد بن عبد الله وعلي بن أبي طالب؛ اكتملت السلسلة مع محمد بن إسماعيل الصغير (ميمون القداح) وعبد الله بن ميمون وأبناؤه.
تبنى الإسماعيليون الأوائل رؤية تقسم تاريخ البشرية إلى سبعة أدوار، يفتتح كل دور منها نبي ناطق. وقد شهدت الأدوار الستة الأولى ظهور أولي العزم: آدم ونوح وإبراهيم وموسى وعيسى ومحمد بن عبد الله. أما القرامطة فقد استبدلوا آدم بعلي بن أبي طالب في قائمة أنبياء الشريعة، غير أن عودتهم لاحقاً عن هذا الرأي - بإعادة آدم إلى مكانته وجعل علي وصياً لمحمد - يدل على تراجعهم عن غلوهم السابق. ويؤمنون بأن كل ناطق من الستة الأوائل يتبعه وصي (أساس أو صامت) يتولى تفسير باطن الوحي، ويعقب كل وصي سبعة أئمة أطهار يحفظون المعنى الحقيقي للكتب المقدسة والشرائع.
في المنظور الإسماعيلي، يتوسط الإمام بين الخلق والخالق، وبه يُعرف الله، وإليه يُعهد بتفسير القرآن الكريم. وهو حامل المعرفة الإلهية والمعلم الأول. وقد ورد في "رسالة الصراط المستقيم" -- وهو كتاب إسماعيلي فارسي من عصر ما بعد المغول لكاتب مجهول -- أن سلسلة الأئمة متصلة منذ بدء الخليقة، وسيظل الإمام حاضراً في الأرض حتى قيام الساعة. ولا تكتمل العوالم إلا بهذا التواصل في الإمامة، ويشهد على هذا التواصل الحجة والباب للإمام، وهما العالمان بحضوره دوماً.
يرى ناصر الدين الطوسي، المفكر الإسماعيلي النزاري في عهد ألموت، أن الأئمة هم أولو الأمر الذين أوجب الله طاعتهم في قوله تعالى: "أطيعوا الله وأطيعوا الرسول وأولي الأمر منكم" (سورة النساء آية ٥٩). ولما كان الأمر قابلاً للتجدد والتبدل، فإن التمسك به دون الإمام القائد قد يفضي إلى الضلال في نظر الإسماعيلية. ومن هذا المنطلق، يقدّم الإسماعيليون الكلمة الحية المتمثلة في إمام الزمان على الكلمة المدونة.

## الأئمة المستعلية والنزارية السبعة الأوائل

### الأئمة الطيبيون المستعلية والنزارية
يشترك النزارية والمستعلية في عدة أئمة؛ فالنزارية يعتبرون علياً الإمام الأول وابنه الحسن بيراً، بينما المستعلية يلقبونه بالأساس ويسمون الحسن الإمام الأول.
| نزاري | مستعلي    | الشخص                      | الفترة (ميلادي)                        |
| 1     | أساس/واسع | علي                        | (632–661)                              |
| بير   | 1         | الحسن بن علي               | (661–669) المستعلي                     |
| 2     | 2         | حسين بن علي                | (669–680) (المستعلي) (661–680) (نزاري) |
| 3     | 3         | علي بن الحسين زين العابدين | (680–713)                              |
| 4     | 4         | محمد الباقر                | (713–733)                              |
| 5     | 5         | جعفر الصادق                | (733–765)                              |
| 6     | 6         | إسماعيل بن جعفر            | (765–775)                              |
| 7     | 7         | محمد بن اسماعيل            | (775–813)                              |

### الأئمة بعد محمد بن إسماعيل
- عبد الله بن محمد (أحمد الوافي) (813–829)
- أحمد بن عبد الله (محمد التقي) (829–840)
- الحسين بن أحمد (راضي عبد الله) (840–881)